# 赵冬日
赵冬日（1914年—2005年4月3日），男，奉天彰武人，中国建筑师。

## 生平
1914年出生于奉天省阜新市彰武县，1930年来到北平读高中，1934年赴日留学，1941年毕业于早稻田大学建筑系，之后返回中国在一家日本华北铁路事务所任职，1945年第二次世界大战结束后进入中国东北大学担任建筑系教授，1946年随中国东北大学返校沈阳，并担任第二任建筑系主任。之后任职于北京市规划局、北京市工业局和北京建筑专科学校。1954年兼任北京市建筑设计研究院总工程师，1958年8月参加莫斯科举行的国际建协会议，1959年和建筑师张镈共同设计人民大会堂。
2005年4月3日在北京逝世，享年91岁。

## 作品
- 中国伊斯兰教经学院
- 全国政协礼堂
- 中直礼堂
- 人民大会堂
- 天安门广场规划
- 北京同仁医院

## 荣誉
- 1959年获得全国劳动模范称号
- 1990年获得首批全国工程勘察设计大师
- 2000年获得第一届梁思成建筑奖